# Bildungsrendite
Unter Bildungsrendite versteht man den prozentualen Zugewinn an Arbeitseinkommen, den eine Person durch zusätzliche Bildungsmaßnahmen erreicht.
Aus gesamtgesellschaftlicher Sicht ist die Bildungsrendite der Zuwachs an gesamtwirtschaftlicher Wertschöpfung, die durch zusätzliche Bildungsinvestitionen hervorgerufen wird. Aus fiskalischer Sicht ist die Bildungsrendite die Summe der (künftigen) Steuermehreinnahmen, die durch zusätzliche Bildungsinvestitionen generiert wird.

## Humankapital und Bildungsinvestitionen
Die Idee, Renditen bezogen auf Bildungsmaßnahmen zu berechnen, basiert auf der Humankapitaltheorie.

## Messung der Bildungsrendite
Die Messung der Bildungsrendite ist Teil des Bildungs-Controllings. Die klassische Methode um Bildungrenditen zu schätzen ist die Mincer-Einkommensgleichung.
Die wissenschaftlichen Untersuchungen zum Thema Bildungsrendite kommen einheitlich zu dem Ergebnis positiver Bildungsrenditen. Die Höhe der konkreten Bildungsrendite schwankt nicht nur sehr stark je nach Art der jeweiligen Bildungsmaßnahme, sondern auch je nach Studie.
In Deutschland liegen diese Bildungsrenditen nach Angaben der OECD zwischen 6 und 10 Prozent und damit über den Renditen auf dem Kapitalmarkt. Auch das DIW hat jetzt erstmals Bildungsrenditen mit Hilfe von Daten des sozioökonomischen Panels (SOEP) untersucht und das Arbeitslosigkeitsrisiko mit einbezogen. Die so berechneten Bildungsrenditen sind mit durchschnittlich ein bis drei Prozentpunkten mehr deutlich höher als bisher angenommen, und zwar vor allem dort, wo das Arbeitslosigkeitsrisiko am größten ist. Generell gilt, dass die Renditen für Berufsausbildungen etwas höher sind als die von Hochschulausbildungen. Nach den DIW-Berechnungen sind die Bildungsrenditen für mittlere Abschlüsse bei Frauen in Ostdeutschland mit 18,35 Prozent am höchsten, in den alten Bundesländern liegt die Rendite für Männer bei 8,61 Prozent.
Wolter/Weber geben für die Schweiz an, dass die höchsten Bildungsrenditen durch höhere Berufsausbildung und Fachhochschulstudium erreicht werden können. Die Universitätsausbildung weise dagegen eine deutlich niedrigere Rendite aus.
Auch Steiner/Lauer weisen eine höhere Bildungsrendite für Frauen im Vergleich zu Männern in Deutschland und den meisten anderen Ländern nach. Sie stellen aber eine seit den 1980er Jahren allgemein sinkende Bildungsrendite fest. Das Sinken der Bildungsrendite ist u. a. eine Folge der Verallgemeinerung höherer Bildungsabschlüsse, durch die sich größere Gruppen der Bevölkerung zu immer höheren Investitionen in die Bildung gezwungen sehen, um ihren Bildungsvorsprung zu halten (durch den Besuch von Privatkindergärten, -schulen und -universitäten).